# 安息香酸マグネシウム
安息香酸マグネシウム（あんそくこうさんマグネシウム、magnesium benzoate）は、安息香酸のマグネシウム塩である。かつては痛風と関節炎の治療に使われた。